# Combretum cyclocarpum
Combretum cyclocarpum är en tvåhjärtbladig växtart som beskrevs av Emilio Chiovenda. Combretum cyclocarpum ingår i släktet Combretum och familjen Combretaceae. Inga underarter finns listade i Catalogue of Life.